# Трупіал жовтохвостий
Трупіа́л жовтохвостий (Icterus mesomelas) — вид горобцеподібних птахів родини трупіалових (Icteridae). Мешкає в Мексиці, Центральній і Південній Америці.

## Опис
Довжина птаха становить 22-23 см, вага 70 г. Забарвлення переважно жовте. Спина, обличчя, горло, верхня частина грудей, крила і хвіст чорні. На крилах жовті смуги, стернові пера мають жовті краї, нижня сторона хвоста жовта. Виду не притаманний статевий диморфізм. У молодих птахів спина і хвіст оливково-зелені.

## Підвиди
Виділяють чотири підвиди:
- I. m. mesomelas (Wagler, 1829) — від південної Мексики до Гондурасу;
- I. m. salvinii Cassin, 1867 — від Нікарагуа до Коста-Рика;
- I. m. carrikeri Todd, 1917 — від східної Панами до центральної Колумбії і північно-західної Венесуели;
- I. m. taczanowskii Ridgway, 1901 — захід Еквадору і північний захід Перу.

## Поширення і екологія
Жовтохвості трупіали мешкають в Мексиці, Гватемалі, Белізі, Гондурасі, Нікарагуа, Коста-Риці, Панамі, Колумбії, Еквадорі і Венесуелі. Вони живуть в густих тропічних лісах з великою кількістю ліан і геліконій. Зустрічаються парами або невеликими зграйками, на висоті до 500 м над рівнем моря. Живляться комахами, плодами і нетаром. Гніздо чашоподібне, глибоке, тонкостінне, підвішується в густих заростях біля води. В кладці 3 білих, поцяткованих темними плямами яйця. Інкубаційний період триває 13 днів, пташенята покидають гніздо через 14 днів після вилуплення.